# Еуроборг
Еуроборг (нидерл. Euroborg) — стадион футбольного клуба «Гронинген» вместимостью 20 000 зрителей, расположен на юго-востоке Гронингена. В стадионе также размещаются казино, кинотеатр, школа, супермаркет и фитнес-центр. В конце 2007 года была открыта временная, а в 2013 году и постоянная железнодорожная станция возле стадиона — Гронинген-Европапарк.
Трибуны стадиона полностью окрашены в клубные цвета: зелёный и белый. Гостевой сектор насчитывает 1000 мест.
В настоящее время есть планы по расширению стадиона до 30 000—40 000 мест.